# Jausa
Jausa är en ort på Dagö i Estland. Den ligger i Emmaste kommun i Hiiumaa (Dagö), 140 km sydväst om huvudstaden Tallinn. Jausa hade 92 invånare år 2011.
Jausa på sydöstra delen av Dagö vid viken Jausa laht som är en del av innanhavet Moonsund (estniska: Väinameri). Den ligger utmed landsvägen som går från Käina i norr till Emmaste i söder. Genom byn rinner ån Jausa jõgi.